# 楊乾運
杨乾运（？—554年），字玄邈，傥城郡兴势县（今陕西洋县东北二十里兴势山上）人，中国南北朝时期的将领。

## 生平
他是南朝齐安康郡太守杨天兴之子，弱冠之年被征召至北魏梁州担任主簿。孝昌元年（525年），被任命为宣威将军、奉朝请，不久后任梁州治中，转任别驾，后又被任命为安康郡太守。大统元年（535年），西魏建国时，梁州百姓皇甫圆、姜晏反叛归附南朝梁，南梁将领兰钦率军接应，汉中陷落，杨乾运也随之归入南梁。同年（南梁大同元年），他被任命为飙武将军、西益潼二州刺史，不久后转任信武将军、黎州刺史。太清三年（549年），转任潼南梁二州刺史。
天正元年（551年），西魏达奚武包围南郑，杨乾运奉南梁武陵王萧纪之命救援南郑，却被达奚武击败。天正二年（552年），萧纪称帝后，杨乾运在其麾下担任车骑将军、都督十三州诸军事、梁州刺史，驻守潼州，被封为万春县公。当时南梁内部，萧纪与兄长湘东王萧绎为争夺帝位陷入混乱，杨乾运采纳侄子杨略的建议，决定归附西魏。他派杨略率两千人驻守剑阁，命女婿乐广驻守安州。当宇文泰派杨乾运的孙子杨法洛及使者牛伯友等人前来时，杨乾运将使者李若等人送往关中，表达归附之意。宇文泰暗中赐予杨乾运铁券，任命他为使持节、骠骑大将军、开府仪同三司、侍中、梁州刺史，封为安康郡公。随后，尉迟迥以开府侯吕陵始为前军，进军剑南。杨略迫使乐广退军，又担心军将任电等人不同意，便先将其擒获，随后开城与侯吕陵始会面。侯吕陵始进入安州后，杨略与乐广等人向杨乾运报告情况，杨乾运遂向尉迟迥投降。尉迟迥因此进军成都，数十日内便取得胜利。西魏废帝三年（554年），杨乾运至长安朝觐，受到宇文泰的礼遇，不久后在长安去世。除原有官职外，朝廷追赠他为直巴集三州刺史、尚书右仆射。

## 子
其子杨端，朝廷以杨乾运归附之功，即任命他担任梁州刺史、车骑大将军、仪同三司。杨乾运去世后，杨端继承其爵位。